# Schizoïde persoonlijkheidsstoornis
De schizoïde persoonlijkheidsstoornis is een persoonlijkheidsstoornis die wordt gekenmerkt door een afstandelijkheid in sociale contacten en een beperkt bereik in emotionele expressie. De stoornis behoort tot het schizoïde spectrum. 

## Oorzaak
Een schizoïde persoonlijkheidsstoornis wordt ontwikkeld doordat de persoon zich in de babytijd emotioneel niet heeft kunnen verbinden met de menselijke psychologische omgeving. In de kindertijd is er vaak sprake geweest van emotionele verwaarlozing: ondanks dat de persoon zocht naar emotionele steun, liefde en contact, werd hier niet of niet voldoende aan voldaan. Hierdoor heeft de persoon geleerd zich emotioneel af te sluiten. Daarnaast groeiden personen met een schizoïde stoornis veelal op in een onveilige omgeving, waardoor het psychisch noodsysteem chronisch overgeactiveerd is.

## Kenmerken
De betrokkene heeft weinig behoefte aan hechte relaties en kiest vrijwel altijd activiteiten die hij alleen kan doen. Ook beleeft hij weinig plezier aan activiteiten met anderen, heeft nauwelijks intieme vrienden, lijkt onverschillig voor lof of kritiek en toont een kil afstandelijk affect. Een ander kenmerk is een zwakke aansluiting bij leden van de etnisch oorspronkelijke groep. Personen met een schizoïde persoonlijkheidsstoornis hebben moeite zich aan anderen te hechten. Ten opzichte van andere persoonlijkheidsstoornissen komt de schizoïde variant weinig voor: 0,4 - 0,9% van de bevolking heeft deze stoornis. Doordat personen met een schizoïde persoonlijkheidsstoornis vaak geen hulp zoeken, is er weinig onderzoek gedaan naar de stoornis.

## Schizoïde en autismespectrumstoornis
Er bestaan (symptomatische) overeenkomsten tussen de schizoïde persoonlijkheidsstoornis en autismespectrumstoornis (ASS), maar de schizoïde persoonlijkheidsstoornis wordt niet tot het autistisch spectrum gerekend.

### Overeenkomsten
Bij beide stoornissen komt emotionele vlakheid, moeite met oogcontact en een (grote) behoefte aan afzondering voor.

### Verschillen
Bij een schizoïde persoonlijkheidsstoornis is er sprake van een stoornis die ontwikkeld wordt door levensomstandigheden, in tegenstelling tot ASS dat gerekend wordt tot de pervasieve ontwikkelingsstoornissen. Daarnaast is er bij ASS veelal sprake van moeilijkheden in sociale contacten met mensen, doordat zij moeite hebben met het begrijpen van sociale signalen. Mensen met een schizoïde persoonlijkheidsstoornis hebben geen interesse in het hebben van sociale contacten. Daarnaast hebben mensen met een schizoïde persoonlijkheidsstoornis, in tegenstelling tot mensen met ASS, weinig last van overprikkeling en vertonen zij geen repetitief gedrag.